# Notamacropus
Notamacropus és un gènere de marsupials diprotodonts de la família dels macropòdids. El 2019, una revisió de la taxonomia dels macròpodes conclogué que Notamacropus i Osphranter, fins aleshores considerats subgèneres de Macropus, havien de ser elevats a la categoria de gènere. L'Australian Faunal Directory acceptà el canvi el 2020. El nom genèric Notamacropus significa ‘Macropus ratllat’ en llatí i es refereix a la ratlla vertical que tenen aquestes espècies al rostre.